# Прогнозы кровожадных политологов
«Прогнозы кровожадных политологов. О восторженных ястребах и торопливых кукушках» — резонансная статья российского военного эксперта Михаила Ходарёнка, опубликованная 3 февраля 2022 года в издании «Независимое военное обозрение» на фоне российско-украинского кризиса. В этой статье Ходарёнок предупреждал, что Россия в случае войны с Украиной не сможет «за несколько часов» нанести ей «сокрушительное поражение», поэтому «украинского блицкрига не будет». При этом в своей статье он подчёркивал, что «вооружённый конфликт с Украиной в настоящее время в корне не отвечает национальным интересам России».
В этой статье Ходарёнок сумел предсказать основные события, произошедшие в феврале — марте 2022 года после начала российского вторжения в Украину, чем получил широкое признание в экспертной среде. При этом Ходарёнок постоянно выступал в российских государственных СМИ.

## Содержание
В статье Ходарёнок критиковал «восторженных ястребов и торопливых кукушек» — тех российских публичных комментаторов, которые предсказывали сокрушительное поражение Украины за несколько часов в случае её войны с Россией, представляя боевые действия против Украины «лёгкой прогулкой» для российской армии наподобие успешного захвата Крыма в 2014 году. Ходарёнок отмечал, что, хотя в российских СМИ «отдельными аналитиками» утверждалось, что «никто на Украине не станет защищать „киевский режим“», такие утверждения говорили лишь о «полном незнании военно-политической обстановки и настроений широких народных масс» в Украине. Ходарёнок подчёркивал, что среди российских экспертов градус ненависти в Украине по отношению к Москве откровенно недооценивается. Ходарёнок отмечал, что, хотя Москва в 2014 году рассчитывала, что юго-восток Украины в «едином порыве» быстро превратится в «Новороссию», а в России уже «прикидывали кадровый состав будущих администраций городов и регионов», однако большинство русскоязычного населения Украины не поддержало эти планы, поэтому «проект Новороссия» в 2015 году пришлось тихо закрыть.
Далее Ходарёнок анализировал возможности российских сил нанести по Украине сокрушительный удар артиллерией и авиацией, чтобы немедленно уничтожить «практически все системы наблюдения и связи, артиллерийские и танковые формирования ВСУ», и таким образом «малой кровью, могучим ударом» быстро завершить войну. Он отмечал, что российских арсеналов высокоточного оружия «совершенно недостаточно», чтобы уничтожить «государство размером с Францию и с населением более 40 млн».
Ходарёнок отмечал, что в российском экспертном сообществе существуют поклонники доктрины Дуэ, которые считали, что гипотетическая война России с Украиной будет проходить при полном господстве в воздухе российской авиации, а поэтому такая война завершится в самые короткие сроки. Однако Ходарёнок напоминал, что у афганских моджахедов не было ни одного боевого вертолёта или самолёта, однако война с ними шла целых 10 лет с 1979 по 1989 годы. Также и у чеченских формирований не было авиации, однако войны с ними заняли у российских властей несколько лет и стоили федеральным силам «большой крови и жертв». Тогда как Ходарёнок подчеркивал, что у Украины существовала «какая-никакая» боевая авиация.
Ходарёнок также предупреждал о наличии у Украины средств ПВО. По словам Ходарёнка, именно украинские расчёты ПВО нанесли российским силам ощутимые потери во время войны в Грузии в 2008 году. И хотя Ходарёнок признавал проблемы у украинских сил ВВС и ПВО, он предупреждал, что страны Запада могут организовать «массированную помощь» разнообразными системами вооружений, включая истребители, в сжатые сроки, а США могут возродить систему поставок ленд-лиз по образцу времён Второй мировой войны. Ходарёнок писал, что, хотя Запад скорее всего не пошлёт свои войска в Украину, нельзя исключать большой поток добровольцев из стран Запада.
Ходарёнок критиковал тезис о том, что «Вооружённые силы Украины находятся в плачевном состоянии». Он заявлял, что, несмотря на то, что до 2014 года украинская армия представляла собой лишь осколок советской, к 2022 году в Украине была создана качественно иная армия, основанная на принципиально новом идеологическом фундаменте и во многом функционирующая по стандартам НАТО. Он подчёркивал, что к ВСУ нельзя относиться легкомысленно, цитируя полководца Александра Суворова: «Никогда не презирайте вашего неприятеля, не считайте его глупее и слабее вас».
Ходарёнок отмечал, что кратковременная военная кампания России в Украине крайне маловероятна. Он напоминал, что с повстанческим движением на Западной Украине советская армия и НКВД боролись более 10 лет. Он предупреждал, что Украина может обратиться к партизанской войне, при этом украинские партизаны смогут действовать и на территории России.
Ходарёнок отмечал, что в Украине есть множество крупных городов, в том числе с миллионным населением, а вооружённая борьба в крупных украинских городах вообще плохо поддаётся прогнозированию. Он подчёркивал, что крупный город — самое лучшее поле боя для слабой и менее технически продвинутой стороны вооружённого конфликта, превосходящее по этому параметру и горы, и джунгли, и леса. Он отмечал: «городская среда помогает обороняющимся, замедляет движение атакующих, позволяет разместить рекордное количество бойцов на единицу площади, компенсирует отставание в силах и технологиях». Поэтому Ходарёнок писал, что российская армия может столкнуться в Украине «далеко не с одним Сталинградом и Грозным».
Ходарёнок вспоминал о ставшей крылатой фразе «одним парашютно-десантным полком можно в течение двух часов решить все вопросы» перед началом Первой чеченской войны. И Ходарёнок заявлял, что высказывания некоторых российских экспертов в духе «российская армия разгромит большую часть подразделений ВСУ за 30-40 минут», «Россия способна разгромить Украину за 10 минут в случае полномасштабной войны», «Россия разгромит Украину за восемь минут» не имеют под собой серьёзных оснований.
В качестве вывода Ходарёнок заявил, что никакого российского блицкрига в Украине не будет. И главное, он отмечал, что такая гипотетическая война Украины с Россией в настоящее время принципиально не отвечает национальным интересам России. Поэтому, писал Ходарёнок, «некоторым перевозбуждённым российским экспертам о своих шапкозакидательских фантазиях лучше всего забыть» и больше никогда не вспоминать о них.

## Анализ
Немецкое издание Focus выделило шесть сбывшихся прогнозов из статьи «Прогнозы кровожадных политологов»:
- Украинцы не встретили российскую армию в качестве «освободителей» и оказали ожесточённое сопротивление.
- Украина не была сокрушена одним решительным российским ударом с помощью высокоточных ракет.
- Российская авиация не смогла завоевать полное господство в воздухе. Хотя Россия сумела нанести множество авиаударов по украинским городам и военным объектам, ПВО Украины сохранила боеспособность и сумела нанести российским силам чувствительные потери.
- Вооружённые силы Украины пребывали в хорошем состоянии к началу полномасштабной войны с Россией.
- Российской армии не удалось быстро захватить крупные украинские города, за исключением Херсона, а во время боёв за Мариуполь российская армия столкнулась с ожесточённым сопротивлением украинских сил.
- Российский блицкриг не удался. При этом журналисты отметили, что многие и западные эксперты предсказывали, что Украина потеряет Киев за несколько дней или часов после начала «большой войны».

## Контекст

### Выступления Михаила Ходарёнка об Украине в 2022 году
В январе 2022 года Михаил Ходарёнок в интервью изданию Meduza говорил, что если в Украине начнутся боевые действия, то конфликт «примет длительные и кровавые формы». Он также отмечал, что, хотя на тот момент поставки оружия Украине странами НАТО носили скорее символический характер, в Кремле явно не готовы к сценарию, при котором Запад начнет скоординированно поставлять вооружения украинским силам в значительном количестве. Он отмечал, что общая цель стран Запада, включая Японию, заключается в том, чтобы «не дать России установить свой контроль над этим государством или поглотить его в какой-либо форме». Он говорил, что для Москвы сдерживающим фактором может быть именно консолидированная позиция Запада, так как «боевые и оперативные возможности вооружённых сил России во многом превосходят украинские». При этом вероятность реального вооружённого конфликта между Украиной и Россией он тогда оценил как низкую, несмотря «на переброски сил и создание группировок».
3 февраля 2022 года была опубликована статья Ходарёнка «Прогнозы кровожадных политологов. О восторженных ястребах и торопливых кукушках».
10 февраля 2022 года в интервью севастопольскому пропагандистскому сайту Forpost Ходарёнок заявил: «Шапкозакидательские настроения неуместны при планировании и начале любой военной кампании, к противнику надо всегда относиться серьёзно и уважительно, ни в коей мере не надо заниматься глупой бравадой и бахвальством. Это происходит не у представителей политического класса, а по большей части у нашего экспертного сообщества. Врагами тоже надо гордиться. Если вы ими не гордитесь, то какова цена вашей гипотетической победы?». При этом он заявил, что «реальная война России и Украины маловероятна, потому что это не входит в сферу интересов обеих стран».
В мае 2022 года новое выступление Михаила Ходарёнка вызвало огромный резонанс в украинских и мировых СМИ. В этот раз он в эфире канала Россия-1 в ходе передачи 60 минут, которую вела пропагандистка Ольга Скабеева, выразил опасения по поводу мобилизации в Украине и поставок современных вооружений Украине странами Запада. Он говорил: «учитывая, что вот-вот заработает американский ленд-лиз и европейская помощь, то миллион вооружённых украинских солдат надо воспринимать как реальность ближайшего времени». Ходарёнок в эфире Скабеевой заявил: «желание защищать родину на Украине реально существует, сражаться они намерены до последнего». Также Ходарёнок утверждал, что Россия оказалась в международной изоляции: «Нельзя признать нормальной ситуацию, когда против нас коалиция из 42 стран, а наши возможности в военно-политическом и военно-техническом плане всё-таки ограничены. Из неё в любом случае нам надо выходить». Он говорил, что в отношении НАТО России следует придерживаться «военно-политического реализма», иначе «действительность истории тебя рано или поздно так набьёт по носу, что мало не покажется». Он призывал не «размахивать ракетами» в сторону Финляндии, и отмечал, что Индия и Китай не оказывают безусловную поддержку России. Это выступление резко контрастировало с типичной для прокремлёвских телеканалов пропагандой, где были привычными постоянные уничижительные реплики в адрес ВСУ и неприкрытые угрозы Западу.

### Обращение Леонида Ивашова
Многие обозреватели ставили в один ряд статью «Прогнозы кровожадных политологов» Ходарёнка и антивоенное обращение генерал-полковника в отставке Леонида Ивашова, которое он сделал в качестве председателя «Общероссийского офицерского собрания». Ивашов написал обращение 31 января 2022 года, но СМИ обратили на него внимание спустя несколько дней, в начале февраля, одновременно со статьей Ходарёнка. Как и Ходарёнок, Ивашов был тесно связан с российскими военными кругами, и он также заявлял, что российская военная кампания в Украине может обернуться неудачей, и главное: она не соответствует национальным интересам России.
Обращаясь к российскому президенту Владимиру Путину и российским гражданам, Ивашов обвинил российские власти в подготовке войны с Украиной. Хотя Ивашов был известен национал-патриотическими взглядами, он заявил, что «единственной угрозой существования России стала деградация её внутренней жизни, а не внешние угрозы». Ивашов утверждал: «Сохраняется в целом стратегическая стабильность, ядерное оружие находится под надёжным контролем, группировки сил НАТО не наращиваются, угрожающей активности не проявляют». Он отмечал, что напряжённость вокруг Украины имеет «искусственный, корыстный характер для неких внутренних сил» в России. Ивашов утверждал, что непризнание аннексии Крыма большей частью мира «убедительно показывает несостоятельность российской внешней политики и непривлекательность внутренней». Ивашов писал: «Попытки через ультиматум и угрозы применения силы заставить „полюбить“ РФ и её руководство бессмысленны и крайне опасны». Ивашов предрекал, что, если Москва применит вооружённые силы в отношении Украины, это поставит под вопрос существование России как государства, рассорит народы Украины и РФ и приведёт к гибели десятков тысяч человек. Это для России обернётся «тяжелейшими санкциями», сама она превратится в изгоя и может потерять независимость. В итоге Ивашов от имени российских офицеров потребовал от Путина отказаться «от преступной политики провоцирования войны» и уйти в отставку.
Со схожими заявлениями о недопустимости войны с Украиной в начале февраля 2022 года выступили также экс-начальник Управления КГБ по Москве и Московской области Евгений Савостьянов и отставной подполковник ФСБ Алексей Филатов.

## Оценки
Военный эксперт Роджер Макдермотт отмечал, что, хотя российское военно-политическое руководство допустило фундаментальную ошибку в своей недооценке Украины в первый этап своего вторжения в эту страну, российский Генштаб должен был перед вторжением оценить риски такой военной кампании, если даже такие сторонние эксперты, как Ходарёнок и Ивашов, сумели точно предсказать её характер и последствия. Макдермотт отмечал, что Ходарёнок опубликовал свою статью «Прогнозы кровожадных политологов» в издании «Независимое военное обозрение», которое читают многие офицеры Генштаба РФ, а не на привычной для себя платформе «Газета.ру». Однако в российском Генштабе, видимо, просто проигнорировали такие предупреждения.

### Комментарии
1. ↑  Ходарёнок говорил о ракетах типа «Калибр», «Кинжал», «Искандер», Х-101, а также о не поступивших на тот момент на вооружение ВС РФ ракет «Циркон»[10].
2. ↑  30 ноября 1994 года после провалившейся попытки взять Грозный силами чеченской оппозиции министр обороны РФ генерал Павел Грачёв на заседании Совета Безопасности России заявил, что «порядок в Чечне можно навести за два часа одним парашютно-десантным полком»[11]. Однако чеченские силы не разбежались при первых выстрелах российских войск, как на это рассчитывали в Москве, но оказали ожесточённое сопротивление при попытке России взять штурмом Грозный[11][12][13]. Начавшаяся после этого Первая чеченская война приобрела затяжной характер, а российская армия продемонстрировала слабую боевую подготовку, низкий уровень координации и разведки[13][12].
3. ↑  Весной 2022 года после объявления намерения Швеции и Финляндии вступить в НАТО со стороны российского руководства звучали угрозы в адрес Финляндии[7][18].
4. ↑  «Общероссийское офицерское собрание» — российская общественная организация, объединявшая отставных российских офицеров просоветских и национал-патриотических взглядов[19]. Среди её членов был Владимир Квачков[19].